# Eckenroth
Eckenroth este o comună din landul Renania-Palatinat, Germania.